# Лілі Марлен

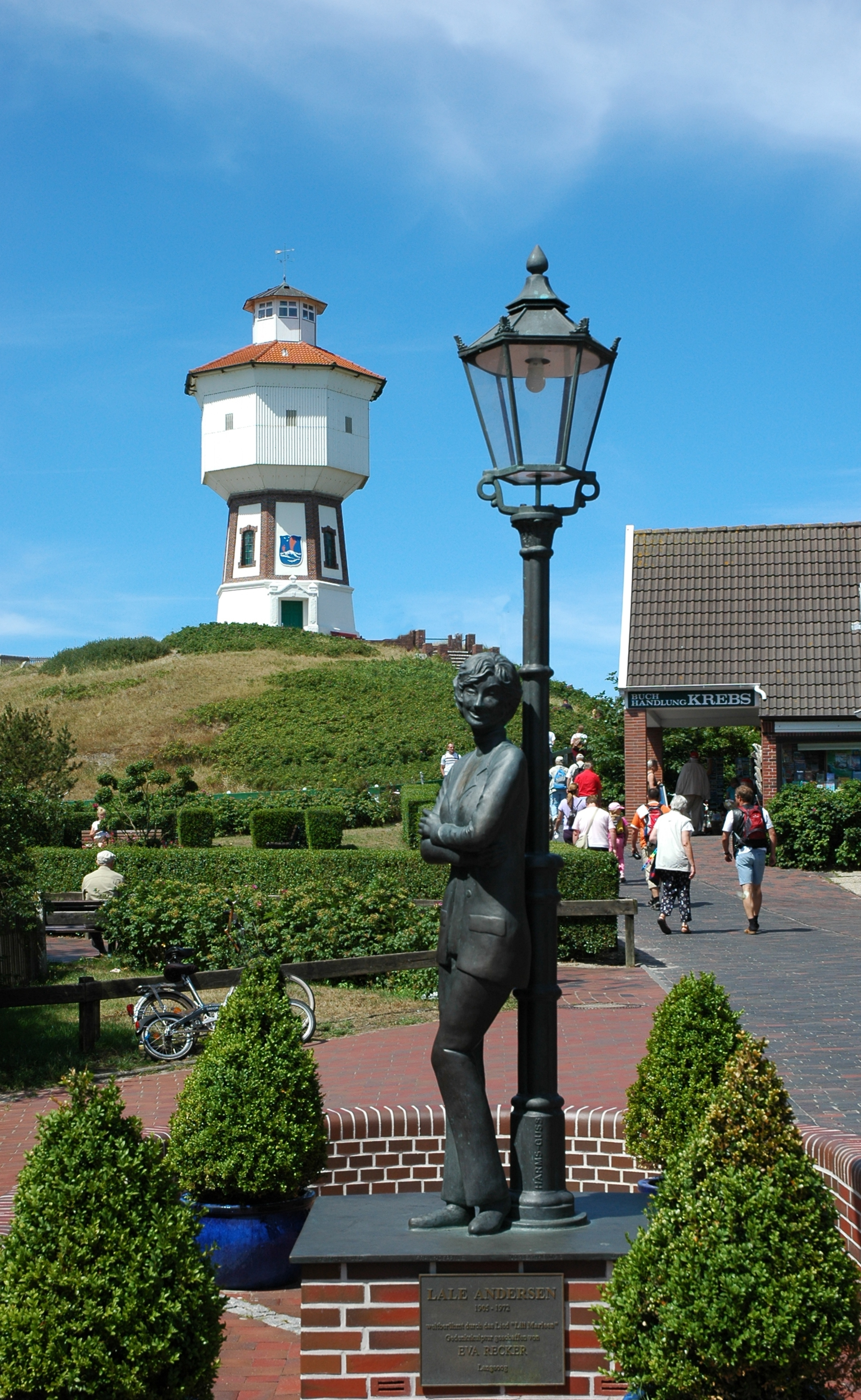
Пам'ятник Лілі Марлен і Лале Андерсен на острові Лангеоог, Нижня Саксонія

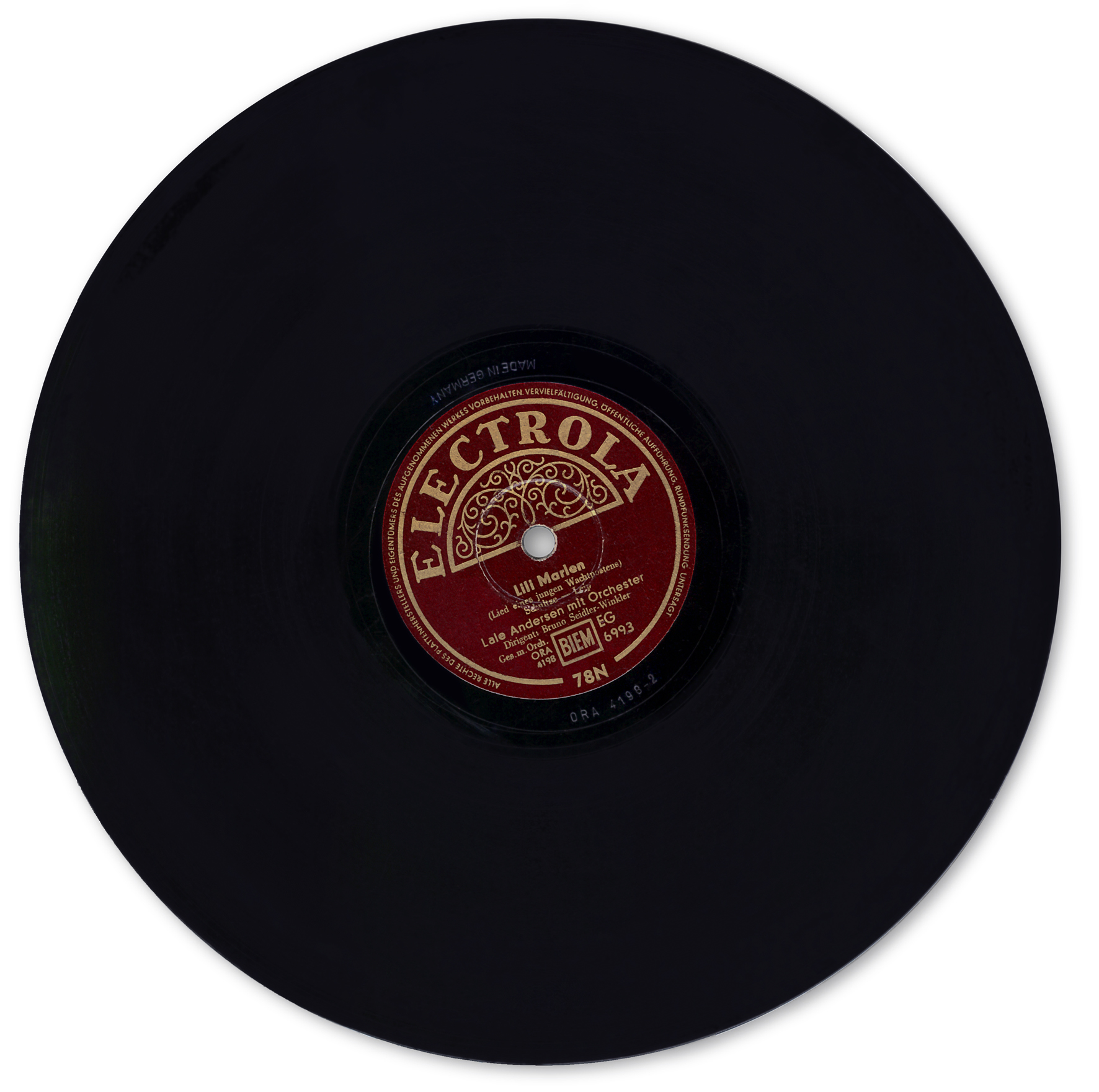
Перший запис Лілі Марлен, 2 серпня 1939 року, студія Electrola, Берлін. Найстаріша етикетка показує, що оригінальна назва пісні спочатку мала назву «Пісня молодого вартового»

Лілі Марлен (нім. Lili Marleen) — німецька пісня, що стала популярною під час Другої світової війни як у солдатів вермахту, так і у солдатів антигітлерівської коаліції. Її називали" шлягером всіх часів і народів".
[[Файл:|міні|ліворуч|200пкс|]]

## Історія пісні
Слова пісні з'явилися в роки Першої світової війни. Їх автором був учитель Ганс Ляйп (1893—1983) — син портового робітника з Гамбурга, згодом відомий поет і художник.
Перші три рядки вірша він створив у 1915 році, стоячи на посту в Берліні перед відправкою на Східний фронт (Лілі Марлен — контамінація двох імен реальних дівчат, з якими познайомився молодий солдат: дочки бакалійника Лілі і медсестри Марлен). Ще дві строфи Ляйп дописав у 1937 році для публікації під назвою «Пісня молодого чатового» в поетичному збірнику «Die Kleine Hafenorgel».
На збірку звернув увагу піаніст Рудольф Цинк. Йому дуже сподобалася історія про Лілі Марлен. Цинк написав на вірш Ляйпа меланхоличну пісню і передав її своїй подрузі і співачці кабаре Лале Андерсен.
У 1938 році відомий композитор Норберт Шульце отримав замовлення написати музику на деякі вірші з поетичної збірки Ляйпа, в тому числі і на «Лілі Марлен». Для цього Шульце використав мелодію, яку він вже написав для однієї рекламної пластинки, надавши їй ритм маршу. Виконавицею цього варіанту пісні, яка отримала назву «Пісня молодого чатового», була запрошена Лале Андерсен. Пісню записали в ніч на 1 серпня 1939 року. Платівку виготовили на наступний день. Проте продаж йшов погано: продати вдалося лише 700 примірників.
18 серпня 1941 року пісню передала в ефір окупаційна німецька радіостанція «Солдатське радіо Белграда». Радіо використовувало платівку, яку його співробітники знайшли в одному віденському магазині. Але пісня була незабаром знята з ефіру за розпорядженням міністерства пропаганди як «упадницька і депресивна». Лале Андерсен за «ненімецьку поведінку» (коли випливли на світ її зв'язки з єврейськими антифашистами у Швейцарії) була відсторонена від культурного життя рейху і зникла з виду, що пропагандистськи намагалося використати "Бі-Бі-Сі", повідомивши, що співачка нібито була відправлена в концтабір.
Тоді ж на радіо стало приходити безліч листів від солдатів зі всіх фронтів з проханням повернути пісню, що зникла з ефіру; до цих прохань приєднався і генерал Ервін Роммель, який просив передавати пісню регулярно. Відтоді «Солдатське радіо Белграда» передавало пісню щодня о 21:55, перед відбоєм. Пісня стала неймовірно популярна у німецькій армії, кожен рід військ, кожен фронт, навіть кожна дивізія обзаводилась своєю версією «Лілі Марлен», що відбивала специфіку місця театру військових дій.

## Поза Німеччиною
В кінці 1941 року пісня була перекладена на французьку і вперше виконана Сюзі Солідор в паризькому кабаре La Vie в січні 1942 року.
У тому ж 1941 році пісня стала популярною серед англійських солдатів в Африці, що викликало занепокоєння у командування. У відповідь на закиди, що солдати співають пісню німецькою мовою, останні запропонували перекласти її англійською, що і було зроблено в травні 1943 року. Пісня також відразу здобула популярність і в американських солдатів, які пов'язували її з єдиною відомою їм Марлен — Марлен Дітріх.
У 1942 році пісню було перекладено також на фінську мову, і вона стала відома у виконанні Георга Мальмстена.
З 1943 року BBC передавала німецькою мовою антивоєнну і антинацистську версію у виконанні Люсі Маннгейм. Текст являв собою лист Лілі Марлен коханому на фронт і закінчувався побажанням побачити «того, хто винен у всьому» (тобто Гітлера), що висить на ліхтарі.
Загалом пісню було перекладено на 48 мов світу, зокрема іврит і латинь. Переклад української здійснено Михайлом Рохом
Поет Ганс Ляйп прожив довге життя, написавши понад 70 книг, але обезсмертив своє ім'я саме «Лілі Марлен», що стала головною військовою піснею Другої світової війни. Він помер в 1983 році в Швейцарії. Дуайт Ейзенхауер згодом говорив, що Ганс Ляйп — єдиний німець, який у роки Другої світової війни дав радість усьому людству.

## Текст пісні

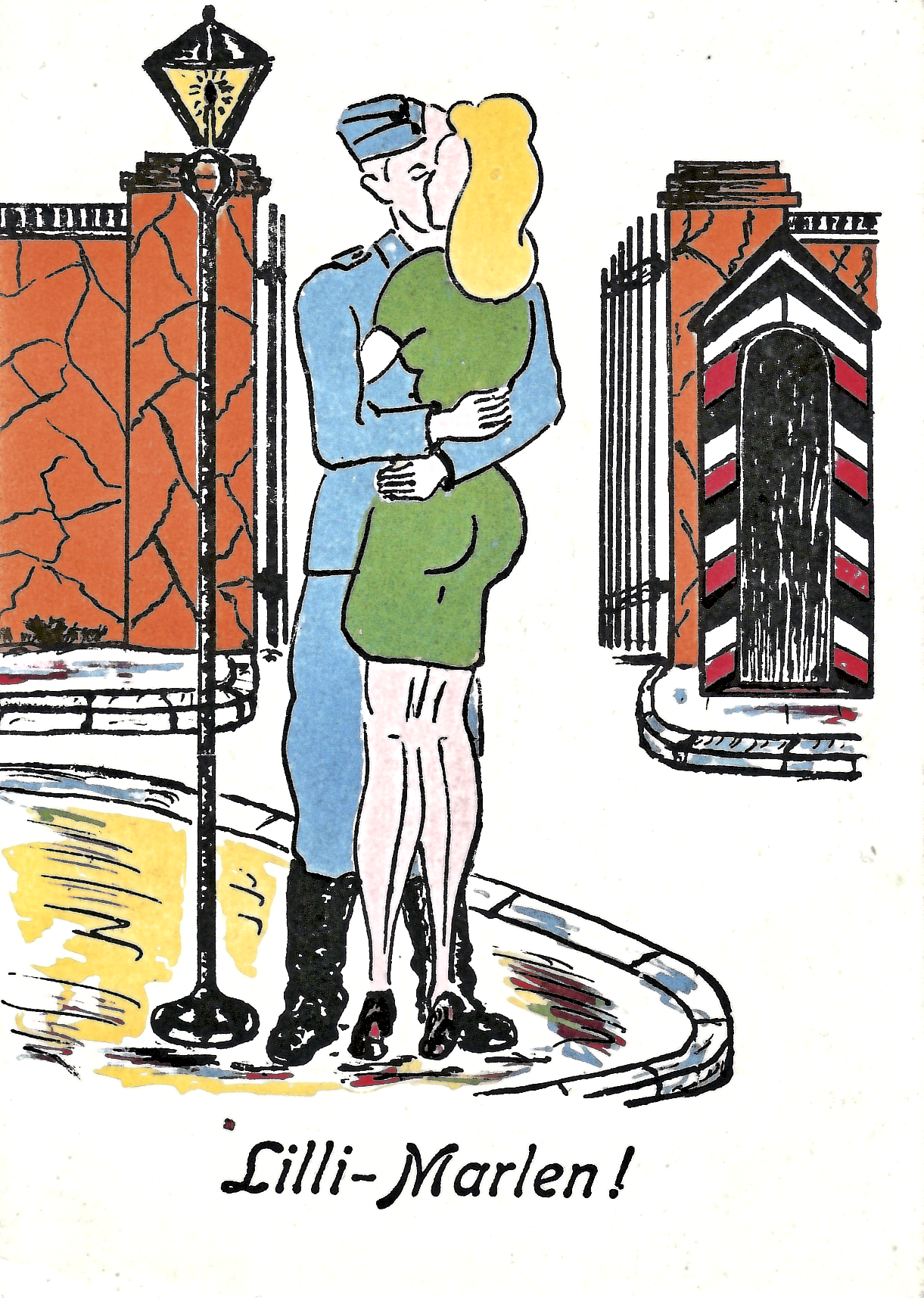
Німецька поштова картка 1942 року за сюжетом пісні Лілі Марлен.

### Оригінал і підрядковий переклад
Lili Marleen
1.
| Vor der Kaserne                   |  | Перед казармою,                    |
| Vor dem großen Tor                |  | Перед великими воротами            |
| Stand eine Laterne                |  | Стояв ліхтар,                      |
| Und steht sie noch davor          |  | І він ще стоїть перед ними досі    |
| So woll'n wir uns da wieder seh'n |  | Так давай ми там знову побачимося. |
| Bei der Laterne wollen wir steh'n |  | Знову постоїмо біля ліхтаря.       |
| Wie einst Lili Marleen.           |  | Як колись, Лілі Марлен.            |
| Wie einst Lili Marleen.           |  | Як колись, Лілі Марлен.            |

2.
| Unsere beide Schatten           |  | Наших два силуети                   |
| Sah'n wie aus einer             |  | Виглядали як один.                  |
| Daß wir so lieb uns hatten      |  | Як нам було добре,                  |
| Das sah man gleich daraus       |  | Можна було відразу помітити.        |
| Und alle Leute soll'n es seh'n  |  | І всім людям це повинно бути видно, |
| Wenn wir bei der Laterne steh'n |  | Коли ми стоїмо біля ліхтаря         |
| Wie einst Lili Marleen.         |  | Як колись, Лілі Марлен              |
| Wie einst Lili Marleen.         |  | Як колись, Лілі Марлен              |

3.
| Schon rief der Posten,            |  | Вже крикнув вартовий,                  |
| Sie bliesen Zapfenstreich         |  | Протрубили вечірню зорю.               |
| Das kann drei Tage kosten         |  | Це може коштувати трьох днів [арешту]. |
| Kam'rad, komm ich sogleich        |  | «Товариш, я вже йду!»                  |
| Da sagten wir auf Wiedersehen     |  | Тоді ми сказали до побачення.          |
| Wie gerne wollt ich mit dir geh'n |  | Як я бажав піти з тобою!               |
| Mit dir Lili Marleen.             |  | З тобою, Лілі Марлен.                  |
| Mit dir Lili Marleen.             |  | З тобою, Лілі Марлен.                  |

4.
| Deine Schritte kennt sie,         |  | Твої кроки знає він [ліхтар],  |
| Deinen schönen Gang               |  | Твою витончену ходу.           |
| Alle Abend brennt sie,            |  | Кожен вечір він горить,        |
| Doch mich vergaß sie lang         |  | А мене він давно забув.        |
| Und sollte mir ein Leid gescheh'n |  | І якщо зі мною трапиться біда, |
| Wer wird bei der Laterne stehen   |  | Хто буде стояти біля ліхтаря   |
| Mit dir Lili Marleen?             |  | З тобою, Лілі Марлен?          |
| Mit dir Lili Marleen?             |  | З тобою, Лілі Марлен?          |

5.
| Aus dem stillen Raume,           |  | З тиші,                            |
| Aus der Erde Grund               |  | З глибини землі                    |
| Hebt mich wie im Traume          |  | Піднімуть мене наверх, як уві сні, |
| Dein verliebter Mund             |  | Твої закохані уста.                |
| Wenn sich die späten Nebel drehn |  | Коли закружляють пізні тумани,     |
| Werd' ich bei der Laterne steh'n |  | Я знову буду стояти біля ліхтаря.  |
| Wie einst Lili Marleen.          |  | Як колись, Лілі Марлен...          |
| Wie einst Lili Marleen.          |  | Як колись, Лілі Марлен...          |

### Поетичні переклади українською мовою
Матеріали для цього розділу були взяті з публічних джерел. В тому разі, якщо дані переклади порушують авторські права, їхні творці можуть про це заявити і матеріали буде видалено.
«Лілі Марлен», переклад Сергія Жадана. 2009 рік
1. Біля казарми,
Перед ворітьми
Ще стоїть ліхтарня
І світиться з пітьми.
Так віриться, що ми прийдем
Стояти знов під ліхтарем,
Як вперш, Лілі Марлен
Як вперш, Лілі Марлен.
2. Наші з тобою тіні
Зливалися в одно.
Чуття наші неспинні —
Це ясно вже давно.
Хай бачать всі, як ми прийдем
І станем знов під ліхтарем
Як вперш, Лілі Марлен
Як вперш, Лілі Марлен.
3. Озвалася сторожа
І пролунав відбій.
Хоч покарати можуть,
Я, друже, мчу мерщій.
Сховай в душі прощальний трем.
Як вірилось, що ми підем,
Удвох, Лілі Марлен!
Удвох, Лілі Марлен!
4. Кроки твої знає
Й твою поставу теж.
І щодня згорає,
Мене забувши все ж.
І мусив я терпіти щем —
З ким ти стоїш під ліхтарем,
Разом, Лілі Марлен,
Разом, Лілі Марлен?..
5. В тихому тумані,
Наче уві сні,
Ті вуста кохані
Бачаться мені.
Коли тумани ляжуть ген,
Я стану знов під ліхтарем
Як вперш, Лілі Марлен!
Як вперш, Лілі Марлен!
Переклад Михайла Рохленка. 2011 рік
1. Осяває браму світло ліхтаря,
У вечірнім небі згасла вже зоря.
Біля казарм, під ліхтарем,
Юнак чека Лілі Марлен,
Свою Лілі Марлен
Свою Лілі Марлен.
2. Пам'ятаєш мила, як ми до рання
Не могли розстатись в світлі ліхтаря...
Вже жваво гра сурмач «Зорю»,
І цілий полк завмер в строю
А я з Лілі Марлен,
Я все з Лілі Марлен.
3. Прокричали з варти: «Підеш під арешт!»
Та всміхнеться доля нам у решті решт!
І знов у світлі ліхтаря
Зустрінемось, любов моя,
Моя Лілі Марлен,
Моя Лілі Марлен!
4. Витончену ходу вивчив вже ліхтар,
Як підборів стукіт - молодий чотар.
А, якщо дійде до біди,
Хто прийде під ліхтар сюди,
Моя Лілі Марлен,
Моя Лілі Марлен?..
5. Навіть з того світу повернуся я,
З-під землі повстану та із небуття,
Чарівний поцілунок твій,
Як оберіг мені на бій,
Моя Лілі Марлен,
Моя Лілі Марлен!

## Після війни
У американському художньому фільмі «Нюрнберзький процес» (1961, реж. Стенлі Крамер) в одному з епізодів у барі звучить пісня «Lili Marlen», примітно, що в цьому фільмі актриса Марлен Дітріх, що виконувала роль вдови німецького генерала, перекладає слова пісні літньому судді, що супроводжує її.
У фільмі «Гарячий сніг» (СРСР, 1972 рік) в одному з епізодів чути, як німецькі солдати в траншеях співають пісню «Lili Marleen».
У 1977 році своє оригінальне тлумачення пісні запропонувала італійська співачка Мільва, композиція ввійшла до альбому Auf den Flügeln bunter Träume і співачка періодично виконує її на сольних концертах  [Архівовано 3 липня 2020 у Wayback Machine.].
У 1978 році пісню виконала Аманда Лір у фільмі «Дядько Адольф, на прізвисько Фюрер» (також пісня вийшла на синглі кліп [Архівовано 3 грудня 2013 у Wayback Machine.]).
У фільмі «Іспанський варіант» (СРСР, 1980 рік) в одному з епізодів німецькі льотчики з Легіону «Кондор» танцюють під пісню «Lili Marleen». Проте до цього моменту мелодія ще не була написана.
У 1983 році пісня була виконана Марі Іідзімою у складі збірки пісень «Macross Vol. III Miss D. J.» по серіалу Макросс. Переклад виконано Токіко Като.
У 1995 році пісня була використана у фільмі Еміра Кустуріци «Андеграунд» в сцені з хронікою похорон Йосипа Броз Тіто.
У фантастичному бойовику «Не називай мене маленькою» (США, 1996) персонаж Удо Кіра, бармен Керлі, прибираючи після погрому в барі, наспівує легко впізнаваний мотив «Lili Marlen».
У 1998 році італійська неокласична група Camerata Mediolanense записала кавер-версію пісні, яка ввійшла до Madrigali, третього альбому колективу.
У 2005 році, на честь 100-річчя Лале Андерсен, на острові Langeoog (земля Нижня Саксонія) в Північному морі поставлений пам'ятник співачці і її героїні, Лілі Марлен.
У 2008 році пісня була виконана Ріе Танакою і Саекі Тібою, як саундтрек для аніме «Strike Witches».
У 2009 році письменник Сергій Жадан переклав пісню українською мовою. 2 роки потому «Лілі Марлен» переклав Михайло Рохленко.
У 2012 році цю пісню виконала група із Санкт-Петербурга Billy's Band. Пісня російською мовою, переклад Й. Бродського.
У 2013 році цю пісню виконала українська група з Києва «The Kubrick Cats». Пісня російською мовою, виконання можна послухати тут [Архівовано 31 серпня 2020 у Wayback Machine.].
У 2014 році цю пісню виконувала на своїх концертах українсько-російська група Ундервуд. Пісня російською мовою, переклад Й. Бродського.
Українською пісню співає Тарас Житинський у перекладі Андрія Кузьменка